# 故里明美
故里 明美（ふるさと あけみ、?−2007年）は、元宝塚歌劇団（元月組主演男役スター、元月組組長）の元女優、実業家。本名は山田国子。兵庫県神戸市出身。宝塚歌劇団時代の愛称はおやまちゃん。宝塚歌劇団入団時の芸名は故里 千秋であった。宝塚歌劇団29期生。
姪に孝まりおがいる。
晩年は兵庫県西宮市の西宮北口駅界隈で鉄板焼のお店「松朝（しょうちょう）」を経営していた。

## 略歴
1939年、宝塚音楽舞踊学校（現在の宝塚音楽学校）に入学。
1942年、宝塚歌劇団に入団。初舞台公演演目は『ピノチオ』であった。
1952年 - 1953年、月組組長。
1959年、宝塚歌劇団退団。1960年代にかけ、女優として活動した。
2007年に死去。
2014年、宝塚歌劇団創立100周年記念で創設された『宝塚歌劇の殿堂』最初の100人のひとりとして殿堂入りを果たす。

## 宝塚歌劇団時代の舞台出演
- 『ヴェネチア物語』（雪組）（1948年2月1日 - 2月29日、宝塚大劇場）
- 『銀之丞一番手柄』（雪組）（1948年6月1日 - 6月29日、宝塚大劇場）
- 『懐しのアリゾナ』（雪組）（1949年6月22日 - 7月13日、宝塚大劇場）
- 『ヴギウギホテル』『宝塚花くらべ』（月組）（1950年1月1日 - 1月30日、宝塚大劇場）
- 『西施』『ステイジランド』（月組）（1950年5月2日 - 5月30日、宝塚大劇場）
- 『安土夜話』（月組）（1950年9月1日 - 9月29日、宝塚大劇場）
- 『雨』『ラ・ヴィオレテラ』（月組）（1951年1月1日 - 1月30日、宝塚大劇場）
- 『春のおどり』第一部 さくら歌舞伎、第二部 サクラジェンヌ（月組）（1951年5月1日 - 5月30日、宝塚大劇場）
- 『虞美人』（月組）（1951年9月1日 - 9月30日、宝塚大劇場）
- 『アメリカーナ』『春のおどり』（月組）（1952年4月1日 - 4月29日、宝塚大劇場）
- 『トウランドット（カラフ王子の冒険）』（月組）（1952年8月1日 - 8月31日、宝塚大劇場）
- 『トウランドット（カラフ王子の冒険）』（星組）（1952年9月2日 - 9月29日、宝塚大劇場）
- 『白蓮記』（花組）（1953年2月1日 - 2月27日、宝塚大劇場）
- 『春の踊り（花の宝塚）』（月組）（1953年4月1日 - 4月29日、宝塚大劇場）
- 『桃太郎記』（月組）（1953年8月1日 - 8月30日、宝塚大劇場）
- 『サッカ・ローラ』『若き日の花咲爺』（月組）（1954年6月1日 - 6月29日、宝塚大劇場）
- 『ラヴ・パレード』（星組）（1954年8月1日 - 8月30日、宝塚大劇場）
- 『ブロードウェイ・シンデレラ』（月組）（1954年10月1日 - 10月31日、宝塚大劇場）
- 『ピンドラーマ（椰子の国）』『紅孔雀』（月組）（1955年5月1日 - 5月31日、宝塚大劇場）
- 『美女と野獣』『虹に歌えば』（月組）（1955年9月1日 - 9月29日、宝塚大劇場）
- 『静御前』『ホノルル・ホリデー』（星組）（1956年6月1日 - 6月29日、宝塚大劇場）
- 『貴妃酔酒』『インディアン・ラヴ・コール』（月組）（1956年8月1日 - 8月30日、宝塚大劇場）
- 『春の踊り』第一部　花の歌舞伎、第二部　花のエキスプレス（雪組）（1957年3月27日 - 4月29日、宝塚大劇場）
- 『マンハッタン物語』（月組）（1957年6月1日 - 6月30日、宝塚大劇場）
- 『寿初春絵巻』（月組）（1958年1月1日 - 1月29日、宝塚大劇場）
- 『修善寺物語』『花の中の子供たち』（月組）（1958年5月1日 - 5月30日、宝塚大劇場）
- 『ブロードウェイ・シンデレラ』『花の中の子供たち』（月組）（1958年8月2日 - 8月31日、東京宝塚劇場）
- 『秋の踊り（日本の旋律）』『青い珊瑚礁』（月組）（1958年10月1日 - 10月30日、宝塚大劇場）
- 『カレンダー・ガールス』（花・月・雪合同）（1958年12月2日 - 12月26日、宝塚大劇場）
- 『日本美女絵巻』『ミュージック・アルバム』（月組）（1959年2月1日 - 2月26日、宝塚大劇場）
- 『ダル・レークの恋』（月組）（1959年7月1日 - 7月30日、宝塚大劇場）
- 『弓張月』（雪組）（1959年8月1日 - 8月31日、宝塚大劇場）
- 『五番街のお嬢さん（ニューヨーク千一夜）』（月組）（1959年9月2日 - 9月29日、宝塚大劇場）

## ドラマ
- 小公子（1960年3月29日 - 6月18日、ABC）
- 敦煌（1960年7月9日、NHK）
- 絶望のそばを突っ走れ（1960年10月16日、CBC）
- 間違った女（1961年1月8日 - 1月15日、TBS）
- 飛田ホテル（1961年6月16日、NTV）
- 大桶師為三郎（1961年7月29日、CX）
- 帽子（1961年12月2日、NHK）
- トリオ（1962年1月11日 - 3月29日、CX）
- 泉はかれず（1964年4月8日 - 10月7日、NHK）
- 火の国の恋（1965年8月26日、NHK）

## 映画
- 天狗の源内（1953年、東宝）- 錦太夫 役
- 悲剣乙女桜（1953年、東宝）- 吉太夫 役